# Kalīla wa Dimna

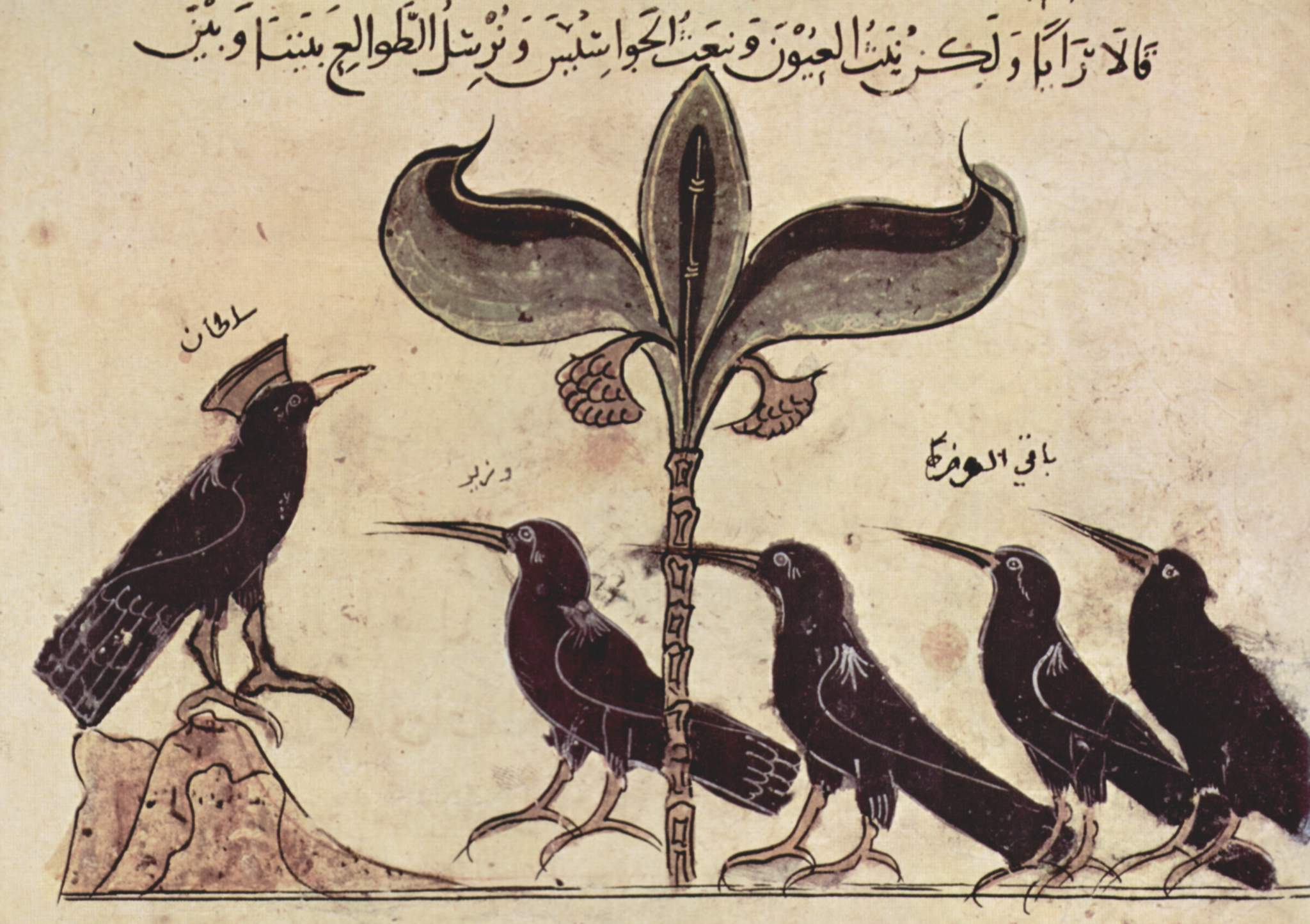
Arabisches Manuskript des Kalīla wa Dimna um 1210

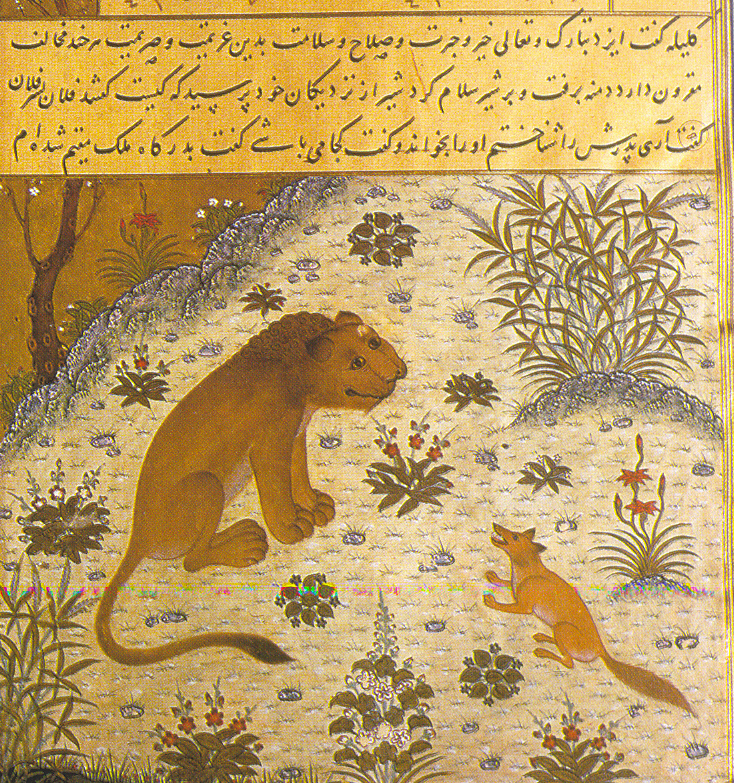
Kalīla wa Dimna, persische Fassung von 1429 aus Herat, Afghanistan. Der Schakal (Dimna) versucht den Löwen in die Irre zu führen.

Kalīla wa Dimna (arabisch كليلة ودمنة, DMG Kalīla wa-Dimna ‚Kalila und Dimna‘) ist die arabische Version eines literarischen Stoffes, dessen Anfänge in die Zeit der Kuschana und Sassaniden in Persien (2. Jahrhundert v. Chr. bis 6. Jahrhundert n. Chr.) zurückreichen und der auf Sanskrit als die altindische Dichtung Panchatantra überliefert ist. Pandsch bedeutet in indoiranischen Sprachen „fünf“ und tantra ursprünglich „Gewebe“. Diese Sammlung von Fabeln, Märchen und Geschichten wurde im indoiranischen Kulturkreis als Stoff für die Erziehung am Hof gebraucht, zumal mit Panchatantra „Fünf Sinne“ oder „Fünf Musen“ gemeint sein kann. Die Prosafassung der Tiergeschichten, die inzwischen in über sechzig Sprachen der Welt übersetzt wurden, gehört zur Weltliteratur schlechthin.

## Persische Fassungen

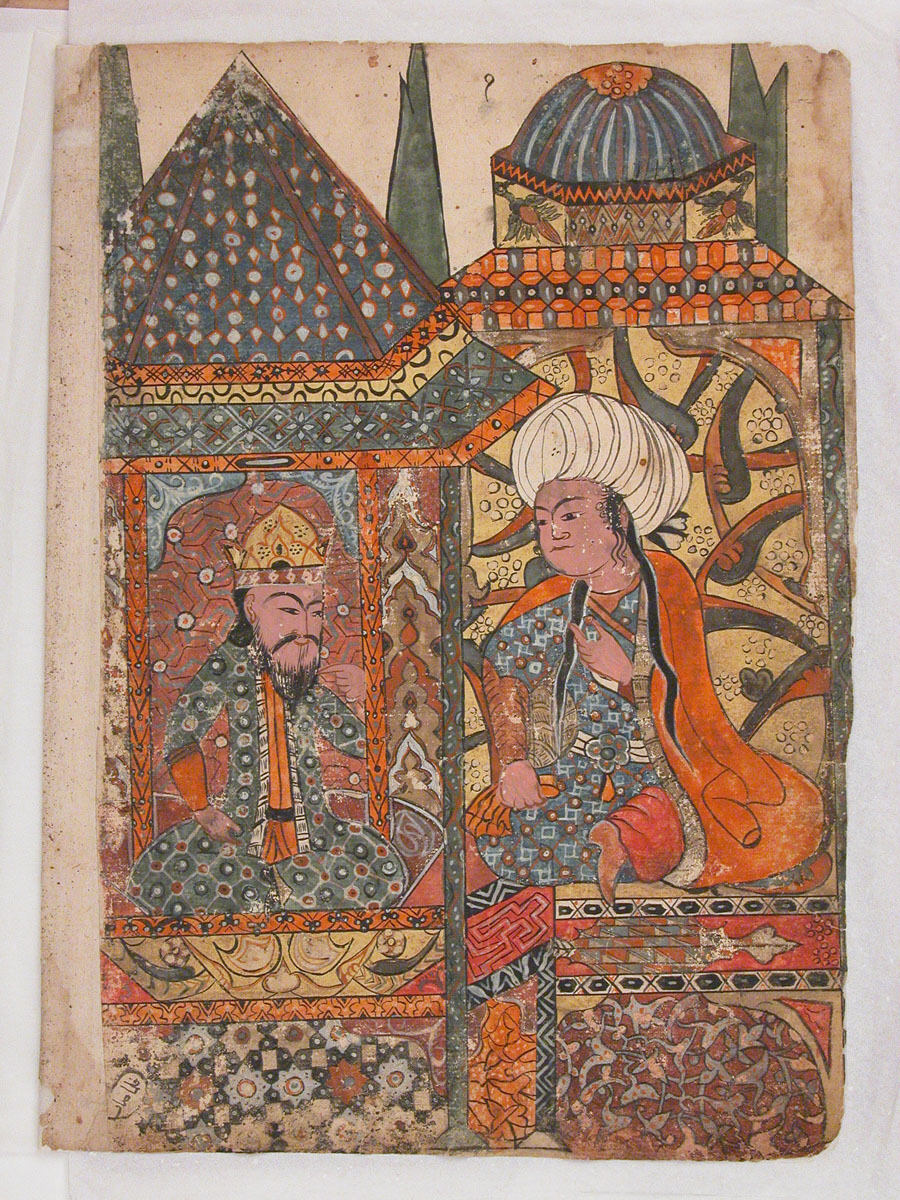
Nuschirvan und Burzoe

Im 6. Jahrhundert übertrug Burzoe den Sanskrittext ins Mittelpersische und reicherte ihn dabei mit weiteren Stoffen und Themen an. Damit schuf er die Fassung, die in den folgenden Jahrhunderten wirkmächtig und vielfach übersetzt wurde. Das Meisterwerk des persischen Poeten Rudaki ist eine Version des Kalīla wa Dimna, die er in Versform auf Neupersisch verfasste. Der persische Dichter Firdausi widmete ein Kapitel seines Schāhnāme („Buch der Könige“) mit insgesamt 134 Zeilen dieser lehrreichen, unterhaltenden und humorvollen Fabelsammlung von Rudaki.
Im Gebiet des heutigen Afghanistan wird das in gebundener Sprache verfasste Werk oft als (panǧ ketāb bzw.) Pandsch Ketab („Fünf Bücher“) und selten als Kalīla wa Dimna bezeichnet. Mit Hilfe dieser „Bücher“ haben die Kinder in der Dorfschule, der Koranschule und in den Familien mit besonderem Spaß Lesen und Schreiben gelernt.

## Übertragungen in vorderasiatische und europäische Sprachen

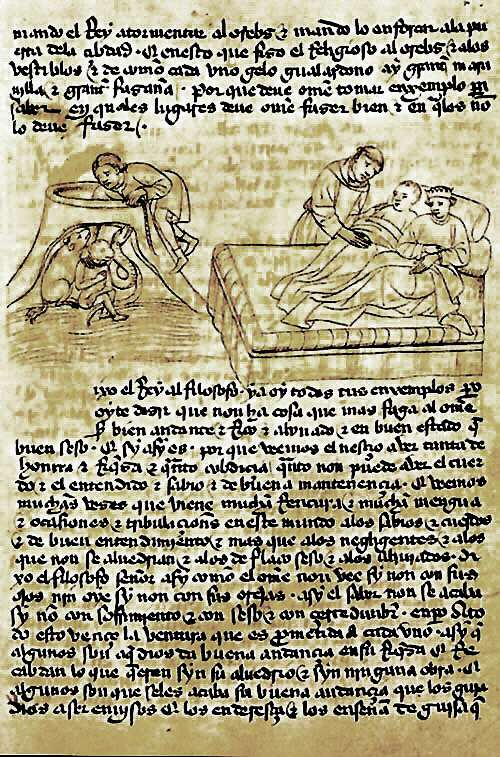
Manuskript der Mitte des 13. Jahrhunderts entstandenen spanischen Übersetzung des Kalīla wa Dimna

Ibn al-Muqaffaʿ übersetzte im 8. Jahrhundert den indoiranischen Stoff aus dem Mittelpersischen ins Arabische. Auf die arabische Fassung gehen Übersetzungen ins Griechische und in andere europäische Sprachen seit dem Hochmittelalter zurück. Zu den bedeutendsten davon gehören die zwei griechischen Übersetzungen unter dem Titel Stephanites und Ichnelates, die auch Elemente der byzantinischen Fürstenspiegel-Literatur aufnahmen: Die erste, kürzere wurde durch den Gelehrten Symeon Seth angefertigt und dem byzantinischen Kaiser Alexios I. gewidmet; die zweite, vervollständigte wird auch als „eugenische“ Fassung bezeichnet, da sie wohl im Umfeld des Eugenius von Palermo entstand. Die griechische Fassung diente als Ausgangspunkt diverser weiterer Übertragungen des Stoffes, zuerst ins Kirchenslawische (um 1200), in den folgenden Jahrhunderten auch ins Bulgarische, Serbische und Russische. Im 19. Jahrhundert war die russische Fassung einer der populärsten Lesestoffe der russischen Altgläubigen. Eine erste lateinische Übersetzung der griechischen Bearbeitung ist aus zwei Handschriften des 15. Jahrhunderts bekannt; später entstanden noch weitere lateinische Fassungen, beispielsweise unter dem Titel Specimen sapientiæ Indorum veterum durch Petrus Possinus als Anhang zu seiner Ausgabe des biographischen Werkes von Georgios Pachymeres über Kaiser Michael VIII. (1666). Eine 1583 in Ferrara erschienene italienische Übersetzung ist wohl dem humanistischen Philosophen und Schriftsteller Francesco Patrizi da Cherso zuzuschreiben, eine deutsche Übersetzung publizierte ein gewisser C. B. Lehmus unter dem Titel Abuschalem und sein Hofphilosoph, oder die Weisheit Indiens in einer Reihe von Fabeln: Ein Handbuch des Königs Chosroes im Jahr 1778. Eine neugriechische Metaphrase des Stephanites und Ichnelates erstellte Theodosios Zygomalas in den Jahren 1584, eine weitere publizierte Dimitrios Prokopiou 1721.
Neben diesen europäischen Übertragungen, die direkt oder indirekt auf die griechische Fassung mit dem Titel Stephanites und Ichnelates zurückgehen, existieren weitere Varianten, die direkt auf den arabischen Text zurückgehen. Vermutlich direkt von einer arabischen Fassung ausgehend ließ Alfons X. um 1251, damals noch als Kronprinz, eine Übersetzung ins Altspanische anfertigen. Auf der Basis einer hebräischen Übertragung des arabischen Textes schuf der jüdischstämmige Autor Johann von Capua zwischen 1263 und 1278 eine lateinische Fassung, die um zwei Geschichten erweitert wurde. Die lateinische Version war auch unter dem Titel Directorium vitae humanae bekannt und wurde ihrerseits Ausgangspunkt für eine Übersetzung ins Deutsche, die Antonius von Pforr um 1470 erstellte und die unter dem Titel Buch der weißhait der alten Weisen erschien. Eine türkische Fassung des Buches wurde im 19. Jahrhundert in der Landesbibliothek Gotha entdeckt.

## Deutschsprachige Ausgaben
- Kai Brodersen: Symeon Seth, Fabelbuch. Griechisch und deutsch. Kartoffeldruck-Verlag, Speyer 2021 (Vorschau).
- Seyfeddin Najmabadi, Siegfried Weber (Hrsg., Übersetzung): Nasrollah Monschi: Kalila und Dimna. Fabeln aus dem klassischen Persien. C. H. Beck. München 1996
- Philipp Wolff: Calila und Dimna oder die Fabeln Bidpai’s. 2 Bändchen. Scheible, Stuttgart 1837 (Digitalisat von Bd. 2); 2. Auflage als Das Buch des Weisen in lust- und lehrreichen Erzählungen des indischen Philosophen Bidpai. 2 Teile. Scheible, Stuttgart 1839 (Digitalisat).